# Mike Shine
Pour les articles homonymes, voir Shine.
Michael Lyle « Mike » Shine (né le 19 septembre 1953 à Warren) est un athlète américain spécialiste du 400 mètres haies. Licencié au Philadelphia Pioneer Club, il mesure 1,83 m pour 75 kg.

## Carrière
Vice-champion NCAA, il remporte à la surprise générale la médaille d'argent des Jeux olympiques d'été de 1976 de Montréal. 

### Palmarès
| Date | Compétition           | Lieu     | Résultat | Performance |
| ---- | --------------------- | -------- | -------- | ----------- |
| 1976 | Jeux olympiques d'été | Montréal | 2e       | 48 s 69     |

### Records
| Épreuve          | Performance | Lieu     | Date         |
| ---------------- | ----------- | -------- | ------------ |
| 110 mètres haies | 13 s 80     |          | 1980         |
| 200 mètres       | 21 s 7      |          | 1982         |
| 400 mètres haies | 48 s 69     | Montréal | Juillet 1976 |